# Ricardo Martins de Araújo
Ricardo Martins de Araújo (Brasilia, Brasil; 20 de julio de 1986) es un futbolista brasileño. Su posición es defensa y actualmente juega en el Figueirense FC de la Serie C de Brasil.

## Estadísticas
Actualizado al 18 de septiembre del 2022.
| Club                         | Div.          | Temporada     | Liga  | Liga  | Estatal | Estatal | Copas nacionales(1) | Copas nacionales(1) | Copas internacionales(2) | Copas internacionales(2) | Total | Total |
| Club                         | Div.          | Temporada     | Part. | Goles | Part.   | Goles   | Part.               | Goles               | Part.                    | Goles                    | Part. | Goles |
| ---------------------------- | ------------- | ------------- | ----- | ----- | ------- | ------- | ------------------- | ------------------- | ------------------------ | ------------------------ | ----- | ----- |
| Bragantino · Brasil          | 2ª            | 2009          | 32    | 2     | 4       | 0       | -                   | -                   | -                        | -                        | 36    | 2     |
| Bragantino · Brasil          | 2ª            | 2011          | 2     | 0     | -       | -       | -                   | -                   | -                        | -                        | 2     | 0     |
| Bragantino · Brasil          | 2ª            | 2012          | 11    | 0     | -       | -       | -                   | -                   | -                        | -                        | 11    | 0     |
| Bragantino · Brasil          | 2ª            | 2013          | 14    | 1     | 12      | 0       | 2                   | 0                   | -                        | -                        | 28    | 1     |
| Bragantino · Brasil          | Total club    | Total club    | 59    | 3     | 16      | 0       | 2                   | 0                   | 0                        | 0                        | 77    | 3     |
| Vitória · Brasil             | 1ª            | 2013          | 18    | 0     | -       | -       | -                   | -                   | -                        | -                        | 18    | 0     |
| Vitória · Brasil             | 1ª            | 2014          | 27    | 3     | -       | -       | -                   | -                   | 1                        | 0                        | 28    | 3     |
| Vitória · Brasil             | 1ª            | 2015          | 0     | 0     | 5       | 1       | -                   | -                   | -                        | -                        | 5     | 1     |
| Vitória · Brasil             | Total club    | Total club    | 45    | 3     | 5       | 1       | 0                   | 0                   | 1                        | 0                        | 51    | 4     |
| Sporting Braga Portugal      | 1ª            | 2014          | 1     | 0     | -       | -       | -                   | -                   | -                        | -                        | 1     | 0     |
| Sporting Braga Portugal      | Total club    | Total club    | 1     | 0     | -       | -       | 0                   | 0                   | 0                        | 0                        | 1     | 0     |
| Atlético Paranaense · Brasil | 1ª            | 2015          | 31    | 1     | -       | -       | 1                   | 0                   | 6                        | 0                        | 38    | 1     |
| Atlético Paranaense · Brasil | Total club    | Total club    | 31    | 1     | 0       | 0       | 1                   | 0                   | 6                        | 0                        | 38    | 1     |
| Grêmio · Brasil              | 1ª            | 2016          | 0     | 0     | 4       | 0       | -                   | -                   | -                        | -                        | 4     | 0     |
| Grêmio · Brasil              | Total club    | Total club    | 0     | 0     | 4       | 0       | 0                   | 0                   | 0                        | 0                        | 4     | 0     |
| Ponte Preta · Brasil         | 1ª            | 2016          | 12    | 0     | -       | -       | 2                   | 0                   | -                        | -                        | 14    | 0     |
| Ponte Preta · Brasil         | 1ª            | 2017          | 7     | 0     | 4       | 0       | 1                   | 0                   | 1                        | 0                        | 13    | 0     |
| Ponte Preta · Brasil         | Total club    | Total club    | 19    | 0     | 4       | 0       | 3                   | 0                   | 1                        | 0                        | 27    | 0     |
| Göztepe SK Turquía           | 1ª            | 2017-18       | 20    | 1     | -       | -       | -                   | -                   | -                        | -                        | 20    | 1     |
| Göztepe SK Turquía           | 1ª            | 2018-19       | 7     | 0     | -       | -       | 5                   | 2                   | -                        | -                        | 12    | 2     |
| Göztepe SK Turquía           | Total club    | Total club    | 27    | 1     | -       | -       | 5                   | 2                   | -                        | -                        | 32    | 3     |
| Chapecoense · Brasil         | 2ª            | 2020          | 1     | 0     | 1       | 0       | 1                   | 0                   | -                        | -                        | 3     | 0     |
| Chapecoense · Brasil         | 1ª            | 2021          | 9     | 0     | 6       | 0       | -                   | -                   | -                        | -                        | 15    | 0     |
| Chapecoense · Brasil         | Total club    | Total club    | 10    | 0     | 7       | 0       | 1                   | 0                   | 0                        | 0                        | 18    | 0     |
| Vila Nova · Brasil           | 4ª            | 2022          | 0     | 0     | 12      | 3       | -                   | -                   | -                        | -                        | 12    | 3     |
| Vila Nova · Brasil           | Total club    | Total club    | 0     | 0     | 12      | 3       | 0                   | 0                   | 0                        | 0                        | 12    | 3     |
| Figueirense · Brasil         | 3ª            | 2022          | 10    | 0     | -       | -       | -                   | -                   | -                        | -                        | 10    | 0     |
| Figueirense · Brasil         | Total club    | Total club    | 10    | 0     | 0       | 0       | 0                   | 0                   | 0                        | 0                        | 10    | 0     |
| Total carrera                | Total carrera | Total carrera | 202   | 8     | 49      | 4       | 11                  | 2                   | 8                        | 0                        | 270   | 14    |